# جان دي وولف
جان دي وولف (بالإنجليزية: Jean DeWolff)‏ شخصية خيالية ظهرت لأول مره الكتب المصورة الأمريكية في عام 1976 التي نشرتها شركة مارفل كومكس وتعمل جان محققة في الشرطة كما انها تساعد الرجل العنكبوت في القبض على المجرمين.